# Bogdán (keresztnév)
A Bogdán szláv eredetű férfinév, jelentése: Isten ajándéka. Női párja: Bogdána.

## Gyakorisága
Az 1990-es években szórványosan fordult elő, a 2000-es években nem szerepel a 100 leggyakoribb férfinév között.

## Névnapok
- szeptember 2.[2]

## Idegen nyelvi változatok
- lengyelül Bogdan
- ukránul Bohdan (Богдан)

## Híres Bogdánok
- I. Bogdán moldvai fejedelem
- II. Bogdán moldvai fejedelem
- III. (Vak) Bogdán moldvai fejedelem
- IV. Bogdán moldvai fejedelem
- Ábrahám Bogdán orvos
- Bohdan Hmelnickij kozák hetman
- Bogdan Petriceicu-Haşdeu román drámaíró
- Bohdan Romanovics Suszt ukrán labdarúgó